# Cainsa
Cainsa es una localidad uruguaya del departamento de Artigas, municipio de Bella Unión.

## Ubicación
La localidad se encuentra situada en la zona noroeste del departamento de Artigas, sobre la cuchilla Itacumbú, entre los arroyos Lenguazo (al sur) e Itacumbú (al norte), y sobre la ruta 3 en su km 614. Dista 15 km de la ciudad de Bella Unión, con la que se comunica a través de la ruta 3.

## Población
Según el censo de 2011 la localidad contaba con una población de 355 habitantes.
| 420           | 355 |
| (Fuente: INE) |     |